# Giro di Sassonia 2007
Il Giro di Sassonia 2007, ventitreesima edizione della corsa, si svolse dal 25 al 29 luglio 2007 su un percorso di 760 km ripartiti in 5 tappe, con partenza e arrivo a Dresda. Fu vinto dall'olandese Joost Posthuma della squadra Rabobank davanti allo statunitense Bobby Julich e allo svizzero Michael Schär.

## Tappe
| Tappa  | Data      | Percorso                              | km  | Vincitore di tappa | Leader cl. generale |
| ------ | --------- | ------------------------------------- | --- | ------------------ | ------------------- |
| 1ª     | 25 luglio | Dresda > Delitzsch                    | 168 | André Greipel      | André Greipel       |
| 2ª     | 26 luglio | Markleeberg > Auerbach                | 207 | André Greipel      | André Greipel       |
| 3ª     | 27 luglio | Eibenstock > Meissen                  | 214 | Eric Baumann       | Björn Schröder      |
| 4ª     | 28 luglio | Bautzen > Bautzen (cron. individuale) | 37  | Joost Posthuma     | Joost Posthuma      |
| 5ª     | 29 luglio | Dresda > Dresda                       | 158 | Stephan Schreck    | Joost Posthuma      |
| Totale | Totale    | Totale                                | 760 |                    |                     |

## Dettagli delle tappe

### 1ª tappa
- 25 luglio: Dresda > Delitzsch – 168 km

| Pos. | Corridore        | Squadra   | Tempo    |
| ---- | ---------------- | --------- | -------- |
| 1    | André Greipel    | T-Mobile  | 3h52'03" |
| 2    | Steffen Radochla | Wiesenhof | s.t.     |
| 3    | Juan José Haedo  | CSC       | s.t.     |

| Pos. | Corridore        | Squadra   | Tempo    |
| ---- | ---------------- | --------- | -------- |
| 1    | André Greipel    | T-Mobile  | 3h51'53" |
| 2    | Steffen Radochla | Wiesenhof | a 4"     |
| 3    | Juan José Haedo  | CSC       | a 6"     |

### 2ª tappa
- 26 luglio: Markleeberg > Auerbach – 207 km

| Pos. | Corridore      | Squadra  | Tempo    |
| ---- | -------------- | -------- | -------- |
| 1    | André Greipel  | T-Mobile | 5h07'40" |
| 2    | Björn Schröder | Milram   | s.t.     |
| 3    | Nicki Sørensen | CSC      | s.t.     |

| Pos. | Corridore      | Squadra  | Tempo    |
| ---- | -------------- | -------- | -------- |
| 1    | André Greipel  | T-Mobile | 8h59'23" |
| 2    | Björn Schröder | Milram   | a 14"    |
| 3    | Nicki Sørensen | CSC      | a 16"    |

### 3ª tappa
- 27 luglio: Eibenstock > Meissen – 214 km

| Pos. | Corridore      | Squadra  | Tempo    |
| ---- | -------------- | -------- | -------- |
| 1    | Eric Baumann   | T-Mobile | 5h16'24" |
| 2    | Thomas Ziegler | T-Mobile | s.t.     |
| 3    | Matti Breschel | CSC      | s.t.     |

| Pos. | Corridore      | Squadra  | Tempo     |
| ---- | -------------- | -------- | --------- |
| 1    | Björn Schröder | Milram   | 14h15'52" |
| 2    | André Greipel  | T-Mobile | a 9"      |
| 3    | Nicki Sørensen | CSC      | a 10"     |

### 4ª tappa
- 28 luglio: Bautzen > Bautzen (cron. individuale) – 37 km

| Pos. | Corridore      | Squadra  | Tempo  |
| ---- | -------------- | -------- | ------ |
| 1    | Joost Posthuma | Rabobank | 47'19" |
| 2    | Bobby Julich   | CSC      | a 29"  |
| 3    | Michael Schär  | Astana   | a 32"  |

| Pos. | Corridore      | Squadra  | Tempo     |
| ---- | -------------- | -------- | --------- |
| 1    | Joost Posthuma | Rabobank | 15h03'26" |
| 2    | Bobby Julich   | CSC      | a 29"     |
| 3    | Michael Schär  | Astana   | a 31"     |

### 5ª tappa
- 29 luglio: Dresda > Dresda – 158 km

| Pos. | Corridore       | Squadra      | Tempo    |
| ---- | --------------- | ------------ | -------- |
| 1    | Stephan Schreck | T-Mobile     | 3h24'49" |
| 2    | Erik Hoffmann   | 3C           | s.t.     |
| 3    | Tom Stamsnijder | Gerolsteiner | s.t.     |

| Pos. | Corridore      | Squadra  | Tempo     |
| ---- | -------------- | -------- | --------- |
| 1    | Joost Posthuma | Rabobank | 18h28'59" |
| 2    | Bobby Julich   | CSC      | a 29"     |
| 3    | Michael Schär  | Astana   | a 31"     |

## Classifiche finali

### Classifica generale
| Pos. | Corridore         | Squadra        | Tempo     |
| ---- | ----------------- | -------------- | --------- |
| 1    | Joost Posthuma    | Rabobank       | 18h28'59" |
| 2    | Bobby Julich      | Team CSC       | a 29"     |
| 3    | Michael Schär     | Astana         | a 31"     |
| 4    | Björn Schröder    | Team Milram    | a 45"     |
| 5    | Nicki Sørensen    | Team CSC       | a 1'17"   |
| 6    | René Weissinger   | Team Volksbank | a 1'18"   |
| 7    | Sebastian Siedler | Team Milram    | a 1'46"   |
| 8    | Sergej Jakovlev   | Astana         | a 2'03"   |
| 9    | Matti Breschel    | Team CSC       | s.t.      |
| 10   | Mariusz Witecki   | Team Volksbank | a 2'05"   |